# ألان بوسويل
ألان بوسويل (بالإنجليزية: Alan Boswell)‏ هو مدرب كرة قدم ولاعب كرة قدم بريطاني، ولد في 8 أغسطس 1943 في والسال في المملكة المتحدة، وتوفي في 24 أغسطس 2017. لعب مع بورت فايل وبولتون واندررز وشروزبري تاون ونادي والسول ووولفرهامبتون واندررز.